# Aloe alfredii
Aloe alfredii ist eine Pflanzenart der Gattung der Aloen in der Unterfamilie der Affodillgewächse (Asphodeloideae). Das Artepitheton alfredii ehrt Alfred Razafindratsira, einen Pflanzensammler und Gärtnereibesitzer aus Madagaskar.

## Beschreibung

### Vegetative Merkmale
Aloe alfredii wächst stammbildend und ist von der Basis aus verzweigt. Die Triebe sind 25 Zentimeter lang und 1,5 Zentimeter breit. Die linealischen Laubblätter stehen zerstreut entlang der Triebe. Ihre dunkel trübgrüne Blattspreite ist 30 Zentimeter lang und 1,5 Zentimeter breit. Die weißen Zähne am Blattrand sind 1 Millimeter lang. Die 15 Millimeter langen, rotbraunen Blattscheiden besitzen dunklere Adern.

### Blütenstände und Blüten
Der einfache Blütenstand erreicht eine Länge von 60 Zentimeter. Die vielblütigen, zylindrischen Trauben sind 8 bis 10 Zentimeter lang und 5 bis 6 Zentimeter breit. Die dreieckigen Brakteen weisen eine Länge von 5 Millimeter auf. Die zitronengelben Blüten stehen an 5 Millimeter langen Blütenstielen und besitzen einen grünen Mittelstreifen. Die Blüten sind 20 Millimeter lang und an ihrer Basis gerundet. Auf Höhe des Fruchtknotens weisen sie einen Durchmesser von etwa 4 Millimeter auf. Ihre äußeren Perigonblätter sind auf einer Länge von etwa  Millimetern nicht miteinander verwachsen. Die Staubblätter und der Griffel ragen etwa 4 bis 5 Millimeter aus der Blüte heraus.

## Systematik, Verbreitung und Gefährdung
Aloe alfredii ist in Zentral-Madagaskar auf Quarzfeldern in 1400 Meter Höhe verbreitet.
Die Erstbeschreibung durch Werner Rauh wurde 1990 veröffentlicht.
Aloe alfredii wird in Anhang I des Washingtoner Artenschutz-Übereinkommen geführt.

## Nachweise